# 心理学部
心理学部 (しんりがくぶ、英称：Faculty of Psychology / School of Psychology / College of Psychology)は、心理学を研究、教育の専門分野とする大学の学部のひとつ。学位は、「学士 (心理学)」を設定している。
分野は実験心理学・応用心理学・臨床心理学・発達心理学・犯罪心理学・ストレス心理学など多岐にわたる。
心理学の歴史としては日本では1904年に東京帝国大学が初めて心理学科を開設。私立では1924年に日本大学が初めて文学科心理学専攻を開設した。
単独の学部としては、2000年に中京大学が初めて「心理学部」を設置した。

## 心理学部を置く日本の大学
- 帝塚山大学（2011年度～）前身は心理福祉学部 心理学科・地域福祉学科
- 駿河台大学（2009年度～）
- 立正大学（2002年度～）首都圏で最初に単独で学部を設置した
- 東京福祉大学（2009年度～）
- 明治学院大学（2004年度～）前身は文学部心理学科
- 中京大学（2000年度～）日本で最初に「心理学部」を設置。前身は文学部心理学科
- 愛知淑徳大学（2010年度～）前身はコミュニケーション学部
- 愛知学院大学（2022年度〜）前身は文学部心理学科（1970年設置）
- 京都ノートルダム女子大学（2005年度～）
- 同志社大学心理学部（2009年度～）前身は文学部文化学科心理学専攻
- 龍谷大学（2023年度～）前身は文学部臨床心理学科
- 神戸学院大学（2018年度～）前身は人文学部人間心理学科
- 関西国際大学（2021年度～）前身は人間科学部
- 追手門学院大学（2006年度～）前身は文学部心理学科
- 吉備国際大学（2007年度～）前身は社会福祉学部臨床心理学科
- 甲子園大学（2011年度～）前身は人文学部心理学科
- 明星大学（2017年度～）前身は人文学部心理学科
- 宇部フロンティア大学（2020年度〜）
- 人間環境大学（2022年度～）前身は人間環境学部心理学科
- 甲南女子大学（2025年度～）
- 就実大学（2025年度～）

## 心理学部と類似する学部を置く大学
- 心理科学部
  - 北海道医療大学
  - 広島国際大学
- 聖徳大学 心理・福祉学部
- 東京成徳大学 応用心理学部
- 東京未来大学 こども心理学部
- 立教大学 現代心理学部
- 京都文教大学 臨床心理学部
- 総合心理学部
  - 立命館大学総合心理学部
  - 京都橘大学総合心理学部
- 人間環境大学 総合心理学部

## 心理学を専攻できる大学
- 筑波大学 人間学群 心理学類
- 東京大学 教育学部 総合教育科学科 心身発達科学専修 教育心理学コース
- 東京大学 教育学部 総合教育科学科 心身発達科学専修 身体教育学コース
- 千葉大学 文学部 行動科学科 心理学講座・認知情報科学講座
- 千葉大学 教育学部 小学校教員養成課程 教育心理選修
- お茶の水女子大学 文教育学部 人間社会科学科 心理学コース
- お茶の水女子大学 生活科学部 人間生活学科 発達臨床心理学講座
- 横浜国立大学 教育学部 学校教育課程 人間形成コース 心理発達領域
- 東京都立大学 都市教養学部 都市教養学科 人文・社会系 心理学・教育学コース
- 富山大学 人文学部 人文学科 心理学コース
- 岡山大学 文学部 人文学科 心理学・社会心理学分野
- 香川大学 医学部 臨床心理学科
- 札幌国際大学 人文学部 心理学科
- 札幌学院大学 人文学部 臨床心理学科
- 尚絅学院大学 心理・教育学群 心理学類
- 福島学院大学 福祉学部 福祉心理学科
- 新潟青陵大学 看護福祉心理学部 福祉心理学科
- 神奈川大学 人間科学部 人間科学科 心理発達コース
- 文教大学 人間科学部 心理学科
- 文教大学 人間科学部 臨床心理学科
- 帝京大学 文学部 心理学科
- 帝京平成大学 健康メディカル学部 臨床心理学科
- 東京国際大学 人間社会学部 福祉心理学科
- 東京女子大学 現代教養学部 心理学科
- 早稲田大学 文学部 心理学教室
- 上智大学 総合人間科学部 心理学科
- 日本大学 文理学部 心理学科
- 法政大学 文学部 心理学科
- 法政大学 現代福祉学部 臨床心理学科
- 慶應義塾大学 文学部 心理学専攻
- 跡見学園女子大学 文学部 臨床心理学科
- 川村学園女子大学 文学部 心理学科
- 駒沢女子大学 共創文化学部 心理学科
- 国際基督教大学 教養学部 心理学（専修分野）
- 東海大学 文化社会学部 心理・社会学科
- 東洋大学 社会学部 社会心理学科
- フェリス女学院大学 グローバル教養学部 心理コミュニケーション学科 心理専攻
- 金沢工業大学 メディア情報学部 心理情報デザイン学科
- 仁愛大学 人間学部 心理学科
- 大阪公立大学
  - 現代システム科学域 心理学類
  - 文学部 人間行動学科 心理学コース
- 京都女子大学 発達教育学部 教育学科 心理学専攻
- 佛教大学 教育学部 臨床心理学科
- 天理大学 人文学部 心理学科
- 関西大学 社会学部 社会学科 心理学専攻
- 志學館大学 人間関係学部 心理臨床学科
- 松蔭大学 コミュニケーション文化学部　生活心理学科
- ノートルダム清心女子大学 人間生活学部 児童学科
- 川崎医療福祉大学 医療福祉学部 臨床心理学科
- 徳島文理大学 人間生活学部 心理学科
- 聖カタリナ大学 健康社会学部 現代人間学科 心理・メンタルヘルスコース
- 東亜大学 人間科学部 心理臨床・子ども学科 心理臨床コース
- 久留米大学 文学部 心理学科
- 西九州大学 子ども学部 心理カウンセリング学科

## 連項目
- 学問、学際、文理融合
- 学部 - 学科 (学校) - 課程 - 研究科 - 専攻
- 社会科学、感情、心理学
- 学部の一覧
- 心理科学部、文学部
- 心理学研究科、文学研究科
- 日本の心理学に関する資格一覧
- 日本心理学諸学会連合